# A League of Their Own (serie de televisión de 2022)
A League of Their Own (en español: Ellas dan el golpe) es una serie de televisión estadounidense de género dramático y de deportes cocreada por Will Graham y Abbi Jacobson. Es una adaptación de la película homónima de 1992 que narra la historia de un equipo profesional de béisbol femenino durante la Segunda Guerra Mundial. Cuenta con Abbi Jacobson, Chanté Adams, D'Arcy Carden, Gbemisola Ikumelo, Roberta Colindrez, Kelly McCormack, Priscilla Delgado, Molly Ephraim y Melanie Field como protagonistas. La serie se estrenó en Prime Video el 12 de agosto de 2022.

## Sinopsis
La serie, ambientada en Estados Unidos en 1943, narra la historia del  Rockford Peaches, un equipo de la recién formada All-American Girls Professional Baseball League. Mientras su marido se encuentra en la guerra, Carson Shaw deja atrás su vida en el pueblo para perseguir su sueño de jugar al béisbol profesionalmente. Maxine Chapman es una mujer afroamericana obsesionada con el béisbol a la que no le permiten jugar en ningún equipo.

## Reparto

### Principal
- Abbi Jacobson como Carson Shaw, la cácher del equipo. Tiene una aventura clandestina con Greta.[2]
- Chanté Adams como Maxine "Max" Chapman, una pícher con talento que intenta entrar en el mundo profesional. Es lesbiana y esconde su sexualidad de su mejor amiga Clance.
- D'Arcy Carden como Greta Gill, una jugadora glamurosa del Rockford Peaches. Anima a Carson a aceptar su sexualidad y a estar segura de sus dotes de entrenadora.
- Gbemisola Ikumelo como Clance Morgan, la mejor amiga de Max y autora de cómics.
- Roberta Colindrez como Lupe García, la pícher mexicana-estadounidense del equipo, apodada "Spanish Striker".
- Kelly McCormack como Jess McCready, una jugadora canadiense muy competitiva. Es constantemente multada por Beverly por llevar pantalones en público.
- Priscilla Delgado como Esti González, la joven cubana del equipo que no habla inglés.
- Molly Ephraim como Maybelle Fox, una jugadora con carácter.
- Melanie Field como Jo DeLuca, una jugadora alegre y la mejor amiga de Greta.
- Kate Berlant como Shirley Cohen, una jugadora muy ansiosa.

### Secundario
- Alex Désert como Edgar Chapman, el padre de Maxine que le anima a perseguir su sueño.
- Saidah Arrika Ekulona como Toni Chapman, la madre de Maxine y propietaria de una peluquería que no apoya a su hija.
- Nat Faxon como Marshall
- Dale Dickey como Beverly, la chaperona del Rockford Peaches.
- Aaron Jennings como Guy, el marido de Clance.
- Kendall Johnson como Gary.
- Lea Robinson como Bert Hart, el tío trans de Max y hermano de Toni Chapman.
- Patrice Covington como Gracie.

### Estrellas invitadas
- Kevin Dunn como Morris Baker
- Nancy Lenehan como Vivienne Hughes
- Marinda Anderson como Leah
- Nick Offerman como Casey "Dove" Porter
- Patrick J. Adams como Charlie
- Rosie O'Donnell como Vi
- Andia Winslow como Esther
- Marquise Vilsón como Red Wright

## Episodios
| N.º en serie | N.º en temp. | Título          | Dirigido por     | Escrito por                 | Fecha de emisión original |
| ------------ | ------------ | --------------- | ---------------- | --------------------------- | ------------------------- |
| 1            | 1            | «Batter Up»     | Jamie Babbit     | Will Graham y Abbi Jacobson | 12 de agosto de 2022      |
| 2            | 2            | «Find the Gap»  | Jamie Babbit     | Abbi Jacobson               | 12 de agosto de 2022      |
| 3            | 3            | «The Cut Off»   | Jamie Babbit     | Desta Tedros Reff           | 12 de agosto de 2022      |
| 4            | 4            | «Switch Hitter» | Ayoka Chenzira   | Michelle Badillo            | 12 de agosto de 2022      |
| 5            | 5            | «Back Footed»   | Katrelle Kindred | Mfoniso Udofia              | 12 de agosto de 2022      |
| 6            | 6            | «Stealing Home» | Will Graham      | Will Graham                 | 12 de agosto de 2022      |
| 7            | 7            | «Full Count»    | Silas Howard     | Sanaz Toossi                | 12 de agosto de 2022      |
| 8            | 8            | «Perfect Game»  | Anya Adams       | Abbi Jacobson y Will Graham | 12 de agosto de 2022      |

## Producción

### Desarrollo
En 2017, Abbi Jacobson y Will Graham contactaron con Sony Pictures para realizar un reboot de la película de 1992 A League of Their Own de Penny Marshall, queriendo ampliar la historia para introducir el tema de la raza y de la sexualidad. Graham y Jacobson contactaron con Marshall y con Geena Davis con el fin de pedir su consentimiento para llevar a cabo el proyecto.
Graham y Jacobson decidieron ampliar los temas a tratar en la serie para incluir el racismo en la liga y la historia de jugadoras de la comunidad LGBT. También contrataron a un investigador para recoger información detallada sobre la  All-American Girls Professional Baseball League y para hablar con jugadoras de la época. El personaje de Max se basa en tres jugadoras negras reales de las Ligas Negras: en: Toni Stone, en: Mamie Johnson y en: Connie Morgan.
En marzo de 2020, se anunció que la serie se encontraba en desarrollo en Amazon Studios.
Jamie Babbit dirigió el episodio piloto, que fue rodado en el sur de California. Babbit, Hailey Wierengo y Elizabeth Koe fueron los productores ejecutivos junto a los productores y escritores Graham y Jacobson, quien también interpreta al personaje principal.
El 6 de agosto de 2020, se anunció que Amazon había encargado episodios de una hora.

### Casting
El 14 de febrero de 2020, se anunció que la serie contaría con Chanté Adams, D'Arcy Carden, Gbemisola Ikumelo, Roberta Colindrez, Kelly McCormack, Priscilla Delgado, y Melanie Field. Nick Offerman se unió al elenco en junio de 2021 para interpretar a Casey "Dove" Porter, el entrenador del equipo. Molly Ephraim y Kate Berlant fueron elegidas para papeles secundarios. En julio de 2021, Rosie O'Donnell anunció que haría una aparición en la serie interpretando a una camarera en un bar gay local. El 6 de julio de 2021, Saidah Ekulona fue escogida para interpretar un papel secundario. En septiembre de 2021, Patrick J. Adams, Patrice Covington, Lea Robinson, Andia Winslow, Rae Gray, and Lil Frex se unieron al elenco. El 8 de noviembre de 2021, se anunció que Nat Faxon, Kevin Dunn, Marquise Vilsón, Marinda Anderson, Don Fanelli y Nancy Lenehan formarían parte del elenco secundario.

### Rodaje
Después de rodar el episodio piloto en Los Ángeles, el resto de la filmación fue pospuesta debido a la pandemia de COVID-19. La producción tuvo lugar en Pittsburgh, Pensilvania, desde mediados de julio hasta octubre de 2021. El rodaje comenzó el 11 de julio de 2021 en el sur de Pittsburgh y en el antiguo Schwartz Market. Otras localizaciones fueron Ambridge, Aliquippa y la estación de tren Amtrak de Greensburg.